# 에길의 사가

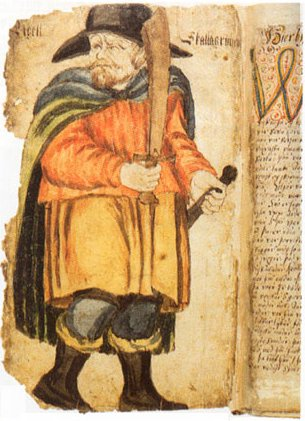
《에길의 사가》 17세기 필사본에 그려진 에길 스칼라그림손.

《대머리 그림의 아들 에길의 사가》(고대 노르드어: Egils saga Skallagrímssonar 에길스 사가 스칼라그림소나르)는 아이슬란드 사가 중 한 작품이다. 가장 오래된 필사본(파편)은 기원후 1240년까지 거슬러 올라간다. 아이슬란드의 농부, 바이킹이며 스칼드 시인인 에길 스칼라그림손이 주인공이다. 아이슬란드 학자들은 보통 《에글라》(Egla)라고 줄여 부른다. 그 삶이 정사에 기록되지 않은 에길의 삶에 대한 정보를 찾아볼 수 있는 자료는 이 사가가 유일하다. 《에길의 사가》는 그 스타일이 《헤임스크링글라》와 상당한 유사점을 보이며, 이 때문에 학자들은 《에길의 사가》의 저자가 《헤임스크링글라》와 동일한 스노리 스투를루손이라고 추측하고 있다.

## 줄거리
850년경의 노르웨이, 별명이 크벨둘프(Kveldúlfr→저녁늑대)인 에길의 조부 울프(Úlfr)와 울프의 두 아들 토롤프(Þórólfr)와 스칼라그림(Skalla-Grímr)의 일대기로 이야기가 시작된다. 이 중 스칼라그림이 주인공 에길의 아버지다. 크벨둘프는 그 누구보다 덩치도 크고 힘도 세 바이킹 노략질로 많은 토지와 재산을 손에 넣었다. 그는 현자였으며, 싸울 때는 함람므였고, 저녁에는 수줍은 은둔자였다.
토롤프는 하랄 왕을 섬기면서 핀인들에게서 공물을 거두었는데 토롤프의 가까운 친구 바르드(Bard)의 이복형제들인 흐레레크(Hraerek)와 하레크(Harek)가 왕에게 토롤프가 핀인들에게서 거둬들인 공물을 왕에게 다 바치지 않으며, 토롤프와 그 부하들이 하랄 왕을 연회에 초청해서 죽이려고 음모를 꾸몄으나 연회에 모인 농부들이 이상한 낌새를 느끼고 도망쳤기 때문에 계획이 무산된 적이 있었다고 모함을 했다. 토롤프의 힘이 커지는 것을 두려워하던 하랄 왕은 산드네스(Sandness)에 위치한 토롤프의 저택으로 쳐들어간다. 토롤프가 항복 권유를 거절하자 하랄 왕은 저택에 불을 질렀다. 토롤프가 밖으로 뛰쳐나오자 하랄 왕은 토롤프를 죽였다.
토롤프가 죽자 스칼라그림은 하랄 왕의 궁정에 가 배상을 요구하지만 아무것도 받지 못한다. 스칼라그림과 크벨둘프 부자는 하랄 왕이 빼앗아간 토롤프의 배에 타고 있던 사람들을 모두 죽이고 배를 탈환한다. 부자는 하랄 왕을 조롱하는 시를 남기고 그 배를 타고 노르웨이를 떠나 아이슬란드로 도망간다. 아이슬란드로 가는 길에 크벨둘프는 병이 들어 죽는다. 스칼라그림은 오늘날의 보르그아뮈룸에 정착해서 농사를 짓고 대장일을 하며 평화롭게 살았다. 스칼라그림의 아들 에길과 토롤프는 여기서 성장했다.
이야기는 성인이 된 에길과 토롤프 형제에게 옮겨간다. 토롤프 스칼라그림손은 아버지의 친구 인 토리르(Thorir)를 만나러 노르웨이로 간다. 토리르의 거처에 도착한 토롤프는 하랄 왕의 아들인 어린 피도끼왕 에이리크(Eiríkr blóðøx)를 만난다. 에이리크 왕자는 토리르에게 보살핌을 받고 있었다. 토롤프는 친구 뵤른(Bjorn)의 충고에 따라 왕자와 친해지고, 왕자가 자기 배를 부러워한다는 것을 알고는 배를 왕자에게 바친다.
왕위에 오른 에이리크는 스칼라그림에게 도끼를 선물로 보낸다. 스칼라그림은 도끼로 소 두 마리의 목을 단번에 베려다가 실패해 도끼가 망가졌다. 스칼라그림은 무례한 시를 써서 도끼와 함께 토롤프 편에 왕에게 보내려고 한다. 토롤프는 노르웨이로 가는 길에 도끼를 바다에 던져 버리고 에이리크 왕에게 자기가 타고 온 배가 아버지의 것이라고 거짓말을 하며 그 배를 바친다.
이야기는 잠시 과거로 되돌아가 에길의 유년기 시절이 나온다. 에길은 세 살에 이미 여서일곱 살 먹은 아이와 힘과 체격이 같았다. 에길은 아버지의 말도 듣지 않고 내키는 대로 행동하였다. 연회에 다녀올 테니 집에 있으라는 아버지의 말에도 에길은 연회장에 나타났다. 시를 잘 지었던 에길은 윙그바르(Yngvar)에게 시를 바치고 바닷고둥껍질 세 개와 오리알 한 개를 상으로 받았다. 에길이 일곱 살 되던 해에 공놀이에서 그림(Grim)이라는 아이를 상대하게 되었다. 상황이 에길에게 좋지 않게 돌아가자 에길은 방망이로 그림을 때리고 그림은 에길을 집어던진다. 지고 웃음거리가 된 에길은 빌린 미늘창의 도끼 부분을 그림의 머리에 내리쳐 죽인다.
이야기는 다시 계속되어서 에길은 에이리크 블로됙스 왕에게 피의 복수를 하기 위해 스칸디나비아와 잉글랜드를 돌아다닌다. 그 외에도 에길의 다른 싸움과 우정, 가족들과의 관계, 에길의 노년시절과 에길의 아들 토르스테인(Þorsteinn)과 토르스테인의 자식들의 이야기, 그리고 또 그 자식들의 이야기가 계속되며 매우 생생하게 묘사된다. 이야기는 여러 세대를 거쳐 기원후 1000년경을 배경으로 끝난다.
에길은 한 연회에 참석했는데, 그 자리에 에이리크 왕도 있었다. 에길은 그 자리에서 왕의 신하 바르드(Bard)가 한때 자신과 자신의 부하들에게 못된 속임수를 썼다는 시를 지어 바르드를 모욕했다. 바르드는 에길을 독살하려 했으나 들켜서 에길에게 칼침을 맞고 죽는다. 바르드를 죽인 일로 에길과 에이리크 왕 사이의 관계는 악화된다. 에길은 아텔스탄 왕의 막하에 가담하고 아텔스탄을 찬양하는 송가를 짓는다. 그 대가로 왕은 에길에게 금반지 두 개와 자신이 예전에 입었던 비싼 망토를 하사한다.
에이리크 왕의 동생 하콘은 잉글랜드의 아텔스탄 왕의 보살핌을 받아 자라다가 노르웨이로 가서 왕위에 오르고, 에이리크 왕은 가족과 함께 도망간다. 잉글랜드로 망명한 에이리크에게 아텔스탄은 노섬브리아를 다스리라고 내준다. 그 사이 에길의 아버지 스칼라그림이 세상을 떠난다. 2년 뒤, 에길은 아텔스탄 왕을 알현하러 잉글랜드로 가는데, 우연히 에이리크와 마주치게 된다. 에이리크는 분노해 날뛰지만 아린뵤른(Arinbjorn)이 나서서 에이리크를 찬양하는 시를 지으면 죽이지 않겠다고 한다. 에길은 그렇게 했고 에이리크는 다시는 자기 눈 앞에 나타나지 않을 것을 조건으로 에길을 풀어준다. 에길은 아텔스탄 왕을 만나러 가는데, 이때 아텔스탄 왕은 아린뵤른의 일가붙이인 토르스테인(Thorstein)을 보살피고 있었다. 그때 노르웨이에 있던 토르스테인의 아버지가 죽었으며 아들에게 큰 유산을 남겼다는 소식이 날아든다. 토르스테인, 아린뵤른과 에길은 노르웨이로 가서 유산을 받아오기로 한다. 그들이 떠나기 전에 아텔스탄 왕은 에길에게 볼일이 끝나면 잉글랜드로 이사와서 자기 군대를 지휘해 달라고 설득한다.
토르스테인이 유산을 받는 것을 도와준 뒤 에길은 아이슬란드로 가서 가족들과 몇 년을 보낸다. 그 동안 잉글랜드의 아텔스탄 왕과 에이리크 블로됙스가 세상을 떠나고, 에이리크의 동생 하콘이 완연한 노르웨이의 지배자가 된다. 에길은 아내 아스게르드(Asgerd)를 대신해 키작은 아틀리(Atli)와의 결투에서 이긴 대가로 땅을 받아오기 위해 노르웨이로 간다. 에길은 노르웨이에서 아린뵤른을 만나고, 아린뵤른이 하콘 왕에게 가서 에길의 사정을 설명한다. 하콘은 에길의 요구를 거절하고, 아린뵤른은 대신 에길에게 은화 40 마르크를 보상해 준다.
에길은 장수하였다. 아린뵤른은 하랄 에이리크손의 측근이 되었다. 에길의 아들 보드바(Bodvar)가 배가 침몰해서 죽자 에길은 아들을 추모하는 시를 지었다. 에길의 다른 아들 토르스테인(Thorstein)은 농토와 목초지를 두고 오눈드 숀디(Onuud Sjondi)의 아들 스테이나르(Steinar)와 불화를 빚는다.
에길은 어느 여름날 에길은 알팅그가 열린다는 소식을 듣고 알팅그에 가 애설스탠 왕에게 받은 은이 가득한 상자를 가져가 은을 흩뿌려 사람들이 은을 가지려고 싸우는 광경을 보려고 한다. 그러나 아무도 그와 동행하지 않았기에 에길은 혼자 떠돌게 되었고, 자신의 은을 모스펠스베르 근처 어딘가에 봉인했다고 한다.

## 참고 자료
- Jones, Gwyn.  A History of the Vikings. 1968.
- Thorsson, Örnólfur, et al.: The Sagas of Icelanders: a selection, "Egil's Saga: Egils saga" trans: Bernard Scudder (Penguin Classics, 2000).